# Маркус Фоліньйо
Маркус Фоліньйо (англ. Marcus Foligno; 10 серпня 1991, м. Баффало, США) — канадський хокеїст, лівий нападник. Виступає за «Баффало Сейбрс» у Національній хокейній лізі.
Виступав за «Келоуна Рокетс» (ЗХЛ), «Баффало Сейбрс».
В чемпіонатах НХЛ — 13 матчів (6+7).
У складі молодіжної збірної Канади учасник чемпіонату світу 2011.
Батько: Майк Фоліньйо, брат: Нік Фоліньйо.
Досягнення
- Срібний призер молодіжного чемпіонату світу (2011).